# Mark Parker

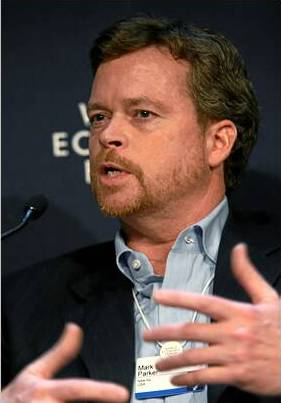
Mark Parker (2008)

Mark Parker (* 21. Oktober 1955 in Poughkeepsie, New York, USA) war seit Januar 2006 Präsident und Chief Executive Officer von Nike. Seit 13. Januar 2020 ist er Executive Chairman des Unternehmens. Seit 2016 ist er zudem Mitglied im Board of Directors der Walt Disney Company.

## Leben
1977 legte er seinen Bachelor of Science an der Pennsylvania State University für Politikwissenschaften ab. Parker kam 1979 als Designer und Entwicklungsmanager zu Nike. Zwei Jahre darauf wurde er Direktor für Designs, Konzepte und Entwicklung. 1998 bis 2001 war er Vizepräsident für den Bereich Global Footwear und anschließend Präsident für Nike Brand. 2006 folgte er William Perez als CEO.
Parker hat eine private Kunstsammlung mit Werken u. a. folgender Künstler: Andy Warhol, Mark Ryden, Kris Kuksi, Todd Shorr, Tim Biskup, Sas Christian, Sebastian Kruger, Charles Krafft, Scott Musgrove, Michael Leavitt und Randy Regier.
2017 ordnete Mark Parker eine Gehaltskürzung von 71 % für sich selber an, weil Nike 1000 Angestellte entlassen hatte.